# Ingano jezik
Ingano jezik (jungle inga, lowland inga, mocoa; ISO 639-3: inj), indijanski jezik porodice quechua, kojim govori 11 200 Indijanaca (2007) iz plemena Ingano na rijeci gornja Caquetá i Putumayo u Kolumbiji. Najbliži jezik mu je inga [inb]
Postoje dva dijalekta, yunguillo-condagua i guayuyaco. U upotrebi je i španjolski [spa]. Pismo: latinica.

## Vanjske poveznice
- Ethnologue (14th)
- Ethnologue (15th)